# Seekrieg auf dem Ärmelkanal 1338–1340
Der Seekrieg auf dem Ärmelkanal in den Jahren 1338 bis Frühjahr 1340 umfasste zunächst eine Serie von Überfällen durch die französische Marine und angeheuerte Piraten auf englische Hafenstädte, Schiffe und Inseln im Ärmelkanal in der Frühphase des Hundertjährigen Krieges. Ziel war es, Handel und Schifffahrt empfindlich zu stören und somit die englischen Vorbereitungen für einen Krieg zu Land gegen Frankreich im Keim zu ersticken. Die durch die Überfälle ausgelöste Panik sowie die Verluste an Sachwerten und Handel in der Region führten zu einer dramatischen Anpassung der englischen Finanzen. Im weiteren Verlauf kam es zu einer Umkehrung der Rollen, bei der die englische Marine die französischen Küsten überfiel und für die nachfolgenden zwei Jahrzehnte den Ärmelkanal weitestgehend kontrollierte.
Küstenüberfälle waren im England des 14. Jahrhunderts selbst in Friedenszeiten nicht ungewöhnlich und wurden überwiegend von Piraten und gelegentlich auch von königlichen Schiffen aus Frankreich, Kastilien, Genua, Schottland und Skandinavien durchgeführt. Ziele waren in der Regel die Küstenschifffahrt oder Fischerdörfer. Der Seekrieg auf dem Ärmelkanal in den Jahren 1338 und 1339 unterscheidet sich vor allem darin, dass die Angriffe geplant und koordiniert erfolgten, auf eine übergeordnete Strategie ausgerichtet waren und primär auf größere englische Städte denn auf isolierte Siedlungen zielten.

## Vorgeschichte
Im Jahre 1338 – der Hundertjährige Krieg hatte erst im Vorjahr begonnen – sah sich der französische König Philipp VI. einer ernsthaften Bedrohung von zwei Seiten ausgesetzt. Im Süden lag das englische Gebiet Aquitanien, von dem aus Berittene Überfälle und Raubzüge (so genannte Chevauchées) in das französische Herzland unternehmen konnten. Der Grenzverlauf war in diesem Gebiet nur ungenau festgehalten und orientierte sich mehr an dem Zugehörigkeitsgefühl der lokalen Bevölkerung denn an festgehaltenen Grenzen. Im Nordosten Frankreichs war die Situation sogar noch verzweifelter, da sich die von den Engländern finanzierten Armeen der Grafschaft Flandern, die Grafschaft Hennegau, das Herzogtum Brabant und selbst das Heilige Römische Reich auf eine Invasion der französischen Nordprovinzen vorbereiteten oder zumindest damit drohten.
Edward III., der Führer der losen englisch-flämischen Koalition, litt allerdings unter ernsten finanziellen Problemen. Trotz der großen englischen Einkünfte aus der Kontrolle der Wollindustrie war die Krone bankrott. Bereits im Frühjahr 1338 musste sich Edward gewaltige Summen von italienischen Bankiers zu ruinösen Zinssätzen leihen, um den Aufbau einer Armee in Flandern zu finanzieren. Ohne diese Finanzierung durch die Engländer würde die Koalition aber absehbar zusammenbrechen. Edwards Sorgen waren denen anderer Herrscher in Europa nicht unähnlich, und die französische Krone erkannte, dass durch eine Zerstörung der englischen Häfen und Schiffe sowohl der englische Wollhandel als auch der Nachschub für die Truppen auf dem Kontinent unterbunden werden konnte und zudem Edwards prekäre finanzielle Situation weiter verschärft würde.

## Auftakt des Seekriegs im Jahre 1338
Anfang Februar 1338 ernannte Philipp VI. Nicolas Béhuchet zum neuen Admiral von Frankreich. Dieser hatte zuvor als Schatzmeister gedient und erhielt nun die Anweisung, den Handelskrieg gegen England zu führen.

### Portsmouth und Jersey
Am 24. März 1338 begann Béhuchet seinen Feldzug, indem er eine große Flotte von kleinen Küstenschiffen von Calais nach Solent über den Ärmelkanal führte und die Hafenstadt Portsmouth niederbrannte. Die Stadt hatte keine Mauern und war unverteidigt und der französische Angriff kam völlig unerwartet, da die französischen Schiffe unter englischer Flagge segelten. Der Angriff war eine Katastrophe für Edward. Die Schiffe und Güter in der Stadt wurden geplündert, die Häuser, Warenlager und Anleger niedergebrannt und der Teil der Bevölkerung, der nicht fliehen konnte, wurde getötet oder in die Gefangenschaft geführt. Weder die englische Flotte noch die Milizen in der Region kamen zur Unterstützung der Stadt.
Die französische Flotte segelte anschließend zu den Kanalinseln weiter, die bereits zuvor unter kleineren Überfällen gelitten hatten und nun einem großen Angriff entgegen sahen. Jersey wurde von den Franzosen besetzt und der ganze östliche Teil der Inseln, mit Ausnahme von Mont Orgueil Castle, niedergebrannt. Der Überfall war von englischen Spionen angekündigt worden, aber die getroffenen Verteidigungsmaßnahmen waren unzureichend und alle Versuche, den Angriff abzufangen, schlugen fehl.

### Piraterie
Diese beiden Überfälle verursachten Panik in zahllosen Gemeinden in Südengland und lösten teure Aktivitäten zur Verbesserung der Verteidigungsmaßnahmen entlang der Küste aus, die Edwards Möglichkeiten, den Krieg gegen Frankreich zu finanzieren, weiter reduzierten. Die entferntesten Grafschaften an der englischen Küste, Devon und Cornwall, weigerten sich irgendwelche Gelder oder Güter in diesem Jahr für den Krieg gegen Frankreich abzuliefern und bestanden darauf, dass sie diese Mittel für die eigene Verteidigung benötigten. Diese Einschätzung war nicht übertrieben. Nachdem sie von der Schwäche der englischen Küste erfahren hatten, erwarben dutzende Händler und Grundbesitzer in der Normandie, der Picardie und der Bretagne kleine Küstenhandelsschiffe und rüsteten diese für Überfälle und Piraterie entlang der englischen Küste aus. Aus den Quellen geht nicht hervor, ob den Franzosen klar war, wie effektiv ihr Vorgehen wirkte. Béhuchet war sich sicher, dass er durch Überfälle auf englische Schiffe und Küstenstädte den Handel abschneiden und die englische Ökonomie schwer schaden konnte, aber heutige Historiker gehen davon aus, dass ihm das volle Ausmaß der Auswirkungen auf die königliche Schatzkammer nicht klar war.
Die Piraterie hatte auch auf den südlichen Kriegsschauplatz Auswirkungen, als französische und kastilische Schiffe, die von der Île d’Oléron und Ouessant aus operierten, Getreide-, Handels- und Versorgungsschiffe zwischen England und Bordeaux überfielen. Insbesondere der Überfall auf einen Konvoi mit Nahrungsmitteln vor Talmont am 23. August 1338 führte in der Stadt und der umliegenden Region zu Unruhen.

### Guernsey und Southampton
Der Feldzug zur See wurde im September weitergeführt, als eine große französische und italienische Flotte unter dem Kommando von Robert Bertrand von den Kanalinseln aufbrach. Die Insel Sark, die im Jahr zuvor einen schweren Überfall erlebt hatte, fiel ohne Widerstand; Guernsey konnte nach kurzem Kampf eingenommen werden. Dort widerstanden zunächst noch die Forts Castle Cornet und Vale Castle der Invasion. Beide Forts konnten sich aber nicht lange halten, da sie nur über geringe Besatzungen und zu wenig Proviant verfügten. Die Garnisonen dort wurden schließlich getötet. Die Insel wurde kaum verteidigt, da ein Großteil der Garnison der Kanalinseln auf Jersey stationiert war, um dort einen weiteren Überfall zu verhindern, und die wenigen Truppen, die zusätzlich nach Sark und Guernsey entsendet wurden, bereits auf See abgefangen worden waren. Auch die Nachrichtengänger von den Inseln gerieten in Gefangenschaft, so dass die englische Verwaltung für über eine Woche keine Kenntnis von der Einnahme der Inseln hatte. Ein kurzes Seegefecht fand zwischen Einwohnern der Kanalinseln und italienischen Galeeren statt. Obwohl zwei italienische Schiffe dabei versenkt wurden, wurde der Angriff der Inselbewohner mit schweren Verlusten für diese zurückgeschlagen. Guernsey blieb einige Zeit französisch und wurde erst aufgegeben, als ihre Verteidigung nach der Seeschlacht von Sluis unmöglich wurde.
Das nächste Ziel von Béhuchet und seinem Lieutenant Hugh Quiéret waren die Nachschublinien zwischen England und Flandern. Zu diesem Zweck sammelten sie über 40 große Schiffe bei Harfleur und Dieppe und griffen beim Seegefecht von Arnemuiden ein kleines englisches Geschwader von fünf Schiffen vor Cadzand an. Diese waren mit Handelsgütern (vor allem Wolle) aus England beladen und wurden vom Angriff völlig überrascht und schnell überwältigt. Alle fünf englischen Schiffe gingen verloren, darunter die Flaggschiffe von Edward III., die »Cog Edward« und die »Christopher«. Die Besatzung wurde gefangen genommen und exekutiert, die Schiffe der französischen Flotte einverleibt. Einige Tage später, am 5. Oktober 1338, unternahm diese Flotte ihren schlimmsten Überfall, bei dem tausende französische, normannische, italienische und kastilische Seeleute nahe dem wichtigen Hafen Southampton abgesetzt wurden und die Stadt sowohl von See als auch von Land aus angriffen. Die Stadtwälle waren alt und zerfallen und direkte Befehle, diese auszubessern, waren ignoriert worden. Ein Großteil der Stadtbesatzung und der Einwohner floh in Panik ins Landesinnere, nur die Besatzung der Burg hielt einige Zeit aus, bis die Wälle von italienischen Truppen überwunden wurden und die Stadt fiel. Genauso wie Portsmouth zuvor, wurde Southampton geschleift, tausende Pfund an Wertsachen aus den Warenspeichern und Schiffen nach Frankreich überführt und die Gefangenen massakriert oder in die Sklaverei geführt. Am folgenden Tag begannen englische Miliztruppen mit ersten Angriffen auf die Invasionstruppen in den Außenbezirken der Stadt und die Franzosen zogen sich zurück. Sie ließen eine zerstörte Stadt zurück, die von Freibeutern in den folgenden Tagen noch weiter zerstört wurde, bevor englische Truppen die Stadt wieder in Besitz nahmen.

## Der Fortgang des Seekriegs 1339/40
Ein früher Winter erzwang eine Pause in der Kriegsführung auf dem Ärmelkanal. Im Jahre 1339 hatte sich die Situation grundlegend geändert. Die englischen Städte hatten den Winter genutzt, um Milizen aufzustellen. Diese sollten vor allem Plünderer vertreiben, die mehr an schneller Beute denn an ausgedehnten Kampfhandlungen interessiert waren. Die Verantwortung für diese Milizen oblag einer Anzahl von führenden englischen Grafen, die vom König gewarnt worden waren, dass ein Versagen bei der Verteidigung der Küsten bestraft werden würde. Obwohl die Piraterie zu See immer noch ein ernstes Problem darstellte, mit zerstörten Schiffen und getöteten Besatzungen bis nördlich hin zum Bristolkanal, waren die groß angelegten Überfälle aus dem Jahre 1338 vorbei. Ein erneuter Angriff auf Jersey schlug fehl, da die Insel mittlerweile stark verteidigt wurde. Angriffe auf Harwich, Southampton und Plymouth wurden ebenfalls unter schweren Verlusten zurückgeschlagen. Insbesondere die Söldner in den französischen Reihen waren nicht bereit, eine groß angelegte Schlacht zu riskieren. Hastings wurde zwar bis auf die Grundmauern niedergebrannt, aber dies kann nicht als großer Erfolg für die französische Seite gewertet werden, denn es war zu dieser Zeit kaum mehr als ein Fischerdorf. Angesichts der verstärkten englischen Küstenverteidigung konnten die Franzosen kaum mehr als Fischerboote angreifen und die Handelswege entlang der Straße von Dover stören.
Weiterhin waren über den Winter eine englische Flotte zur Verteidigung aufgebaut und Söldner für Vergeltungsangriffe auf die französische Küstenschifffahrt angeworben worden. Das Ergebnis letzterer Bemühungen war ein Desaster für die englische Krone, da die Söldnerkapitäne schnell erkannten, dass sie wesentlich mehr Profit mit Überfällen auf die flämischen Konvois von Edwards Alliierten machen konnten als mit Überfällen auf französische Fischerdörfer. Edward war gezwungen, hohe Kompensationszahlungen an die flämischen Alliierten zu leisten, und es kam zu schweren diplomatischen Zerwürfnissen. Der Aufbau der englischen Flotte erwies sich aber trotzdem als lebensnotwendig, als im Juli eine Flotte von 67 französischen und Söldnerschiffen einen Angriff auf Cinque Ports unternahmen. Die Angreifer wurden von gut organisierter Miliz bei Sandwich erwartet und wandten sich schließlich nach Rye in East Sussex. Einige kleinere Dörfer wurden auf dem Weg niedergebrannt, aber eine dauerhafte Landung an Land gelang nicht. Bei Rye wurden sie schließlich von der englischen Flotte unter Robert Morley gestellt, was die französische Flotte zur Rückkehr über den Kanal zwang. Angesichts der erstarkten britischen Verteidigung zu Land und zu See verlangten die genuesischen Söldner in Philipps Diensten, die die erfahrensten Truppen der französischen Flotte stellten, einen höheren Sold. König Philipp VI. reagierte, indem er fünfzehn Genuesen einkerkern ließ, woraufhin die restlichen Söldner nach Italien zurückkehrten. Die Franzosen hatten damit auf einen Schlag ihre besten Seeleute und etwa zwei Drittel ihrer Flotte verloren.

### Englische Vergeltung
Die Engländer erfuhren schnell von dieser Entwicklung. Morley führte seine Flotte zur französischen Küste und brannte die Städte Ault und Le Tréport nieder, drang ins Landesinnere vor, verwüstete mehrere Dörfer und verursachte damit eine Panik, die mit der in Southampton ein Jahr zuvor vergleichbar war. Er überfiel Anfang Januar 1340 Boulogne-sur-Mer, wo er 18 unbemannte Galeeren und 24 Handelsschiffe zerstören konnte. Englische und flämische Händler rüsteten zugleich ihre Schiffe für Überfälle aus, und bald waren die Küsten Frankreichs im Norden, aber auch im Westen Piratenangriffen ausgesetzt. Die flämische Flotte wurde ebenfalls aktiv und griff im September den wichtigen Hafen Dieppe an und brannte ihn nieder. Die Franzosen hatten, insbesondere durch den Verlust der Galeeren in Boulogne, einen Großteil ihrer Offensivkapazitäten verloren und gerieten erstmals im Verlauf der Kämpfe auf dem Ärmelkanal in die Defensive. Der angeschlagene Handel zwischen England und Flandern erholte sich wieder. Die finanziellen Auswirkungen der englischen Überfälle auf Frankreich waren für dieses allerdings nicht so schwerwiegend wie die französischen Überfälle aus dem Vorjahr für England. Die kontinentale französische Wirtschaft konnte Einschränkungen zu See besser ausgleichen als die vom Seeverkehr wesentlich stärker abhängige britische Insel.

## Ausgang des Seekriegs
Die etwa zwei Jahre dauernde Auseinandersetzung auf dem Ärmelkanal blieb ohne Sieger. Zwar war es der französischen Seite gelungen, den englischen Handel schwer zu stören und den Aufbau einer englischen Invasionsarmee in Flandern erheblich zu verzögern. Die Reaktion der englischen Seite war allerdings nachhaltiger, da sie der Bedrohung letztlich Herr werden konnte und für die folgenden zwei Jahrzehnte die Seeherrschaft über den Ärmelkanal ausübte. Insbesondere der Abzug der genuesischen Söldner und der spätere Verlust fast aller verbliebenen Galeeren waren schwere Schläge für die französische Seite, die maßgeblich zur späteren Niederlage bei der Seeschlacht von Sluis im folgenden Jahr beitrugen und Edward die Landung auf dem Kontinent erlaubten.